# Lijst van gemeenten in het departement Loire
Hieronder volgt een lijst van de 327 gemeenten (communes) in het Franse departement Loire (departement 42).

## A
Aboën
- Ailleux
- Ambierle
- Amions
- Andrézieux-Bouthéon
- Apinac
- Arcinges
- Arcon
- Arthun
- Aveizieux

## B
Balbigny
- Bard
- Bellegarde-en-Forez
- Belleroche
- Belmont-de-la-Loire
- La Bénisson-Dieu
- Le Bessat
- Bessey
- Boën
- Boisset-lès-Montrond
- Boisset-Saint-Priest
- Bonson
- Bourg-Argental
- Boyer
- Briennon
- Bully
- Burdignes
- Bussières
- Bussy-Albieux

## C
Çaloire
- Cellieu
- Le Cergne
- Cervières
- Cezay
- Chagnon
- Chalain-d'Uzore
- Chalain-le-Comtal
- Chalmazel
- La Chamba
- Chambéon
- Chambles
- Chambœuf
- Le Chambon-Feugerolles
- La Chambonie
- Champdieu
- Champoly
- Chandon
- Changy
- La Chapelle-en-Lafaye
- La Chapelle-Villars
- Charlieu
- Châteauneuf
- Châtelneuf
- Châtelus
- Chausseterre
- Chavanay
- Chazelles-sur-Lavieu
- Chazelles-sur-Lyon
- Chenereilles
- Cherier
- Chevrières
- Chirassimont
- Chuyer
- Civens
- Cleppé
- Colombier
- Combre
- Commelle-Vernay
- Cordelle
- Le Coteau
- La Côte-en-Couzan
- Cottance
- Coutouvre
- Craintilleux
- Cremeaux
- Croizet-sur-Gand
- Le Crozet
- Cuinzier
- Cuzieu

## D
Dancé
- Dargoire
- Débats-Rivière-d'Orpra
- Doizieux

## E
Écoche
- Écotay-l'Olme
- Épercieux-Saint-Paul
- Essertines-en-Châtelneuf
- Essertines-en-Donzy
- Estivareilles
- L'Étrat

## F
Farnay
- Feurs
- Firminy
- Fontanès
- La Fouillouse
- Fourneaux
- Fraisses

## G
Genilac
- La Gimond
- Graix
- Grammond
- La Grand-Croix
- La Gresle
- Grézieux-le-Fromental
- Grézolles
- Gumières

## H
L'Hôpital-le-Grand
- L'Hôpital-sous-Rochefort
- L'Horme

## J
Jarnosse
- Jas
- Jeansagnière
- Jonzieux
- Juré

## L
Lavieu
- Lay
- Leigneux
- Lentigny
- Lérigneux
- Lézigneux
- Lorette
- Lupé
- Luré
- Luriecq

## M
Mably
- Machézal
- Maclas
- Magneux-Haute-Rive
- Maizilly
- Malleval
- Marcenod
- Marcilly-le-Châtel
- Marclopt
- Marcoux
- Margerie-Chantagret
- Maringes
- Marlhes
- Marols
- Mars
- Merle-Leignec
- Mizérieux
- Montagny
- Montarcher
- Montbrison
- Montchal
- Montrond-les-Bains
- Montverdun
- Mornand-en-Forez

## N
Nandax
- Neaux
- Néronde
- Nervieux
- Neulise
- Noailly
- Les Noës
- Noirétable
- Nollieux
- Notre-Dame-de-Boisset

## O
Ouches

## P
La Pacaudière
- Palogneux
- Panissières
- Parigny
- Pavezin
- Pélussin
- Périgneux
- Perreux
- Pinay
- Planfoy
- Pommiers
- Poncins
- Pouilly-lès-Feurs
- Pouilly-les-Nonains
- Pouilly-sous-Charlieu
- Pradines
- Pralong
- Précieux

## R
Régny
- Renaison
- La Ricamarie
- Riorges
- Rivas
- Rive-de-Gier
- Roanne
- Roche
- Roche-la-Molière
- Roisey
- Rozier-Côtes-d'Aurec
- Rozier-en-Donzy

## S
Sail-les-Bains
- Sail-sous-Couzan
- Sainte-Agathe-en-Donzy
- Sainte-Agathe-la-Bouteresse
- Saint-Alban-les-Eaux
- Saint-André-d'Apchon
- Saint-André-le-Puy
- Saint-Appolinard
- Saint-Barthélemy-Lestra
- Saint-Bonnet-des-Quarts
- Saint-Bonnet-le-Château
- Saint-Bonnet-le-Courreau
- Saint-Bonnet-les-Oules
- Saint-Chamond
- Saint-Christo-en-Jarez
- Sainte-Colombe-sur-Gand
- Sainte-Croix-en-Jarez
- Saint-Cyprien
- Saint-Cyr-de-Favières
- Saint-Cyr-de-Valorges
- Saint-Cyr-les-Vignes
- Saint-Denis-de-Cabanne
- Saint-Denis-sur-Coise
- Saint-Didier-sur-Rochefort
- Saint-Étienne
- Saint-Étienne-le-Molard
- Saint-Forgeux-Lespinasse
- Sainte-Foy-Saint-Sulpice
- Saint-Galmier
- Saint-Genest-Lerpt
- Saint-Genest-Malifaux
- Saint-Georges-de-Baroille
- Saint-Georges-en-Couzan
- Saint-Georges-Haute-Ville
- Saint-Germain-la-Montagne
- Saint-Germain-Laval
- Saint-Germain-Lespinasse
- Saint-Haon-le-Châtel
- Saint-Haon-le-Vieux
- Saint-Héand
- Saint-Hilaire-Cusson-la-Valmitte
- Saint-Hilaire-sous-Charlieu
- Saint-Jean-Bonnefonds
- Saint-Jean-la-Vêtre
- Saint-Jean-Saint-Maurice-sur-Loire
- Saint-Jean-Soleymieux
- Saint-Jodard
- Saint-Joseph
- Saint-Julien-d'Oddes
- Saint-Julien-la-Vêtre
- Saint-Julien-Molin-Molette
- Saint-Just-en-Bas
- Saint-Just-en-Chevalet
- Saint-Just-la-Pendue
- Saint-Laurent-la-Conche
- Saint-Laurent-Rochefort
- Saint-Léger-sur-Roanne
- Saint-Marcel-de-Félines
- Saint-Marcel-d'Urfé
- Saint-Marcellin-en-Forez
- Saint-Martin-d'Estréaux
- Saint-Martin-la-Plaine
- Saint-Martin-la-Sauveté
- Saint-Martin-Lestra
- Saint-Maurice-en-Gourgois
- Saint-Médard-en-Forez
- Saint-Michel-sur-Rhône
- Saint-Nizier-de-Fornas
- Saint-Nizier-sous-Charlieu
- Saint-Paul-de-Vézelin
- Saint-Paul-d'Uzore
- Saint-Paul-en-Cornillon
- Saint-Paul-en-Jarez
- Saint-Pierre-de-Bœuf
- Saint-Pierre-la-Noaille
- Saint-Polgues
- Saint-Priest-en-Jarez
- Saint-Priest-la-Prugne
- Saint-Priest-la-Roche
- Saint-Priest-la-Vêtre
- Saint-Just-Saint-Rambert
- Saint-Régis-du-Coin
- Saint-Rirand
- Saint-Romain-d'Urfé
- Saint-Romain-en-Jarez
- Saint-Romain-la-Motte
- Saint-Romain-le-Puy
- Saint-Romain-les-Atheux
- Saint-Sauveur-en-Rue
- Saint-Sixte
- Saint-Symphorien-de-Lay
- Saint-Thomas-la-Garde
- Saint-Thurin
- Saint-Victor-sur-Rhins
- Saint-Vincent-de-Boisset
- Les Salles
- Salt-en-Donzy
- Salvizinet
- Sauvain
- Savigneux
- Sevelinges
- Soleymieux
- Sorbiers
- Souternon
- Sury-le-Comtal

## T
La Talaudière
- Tarentaise
- Tartaras
- La Terrasse-sur-Dorlay
- Thélis-la-Combe
- La Tour-en-Jarez
- La Tourette
- Trelins
- La Tuilière

## U
Unias
- Unieux
- Urbise
- Usson-en-Forez

## V
Valeille
- Valfleury
- La Valla-sur-Rochefort
- La Valla-en-Gier
- Veauche
- Veauchette
- Vendranges
- Véranne
- Vérin
- Verrières-en-Forez
- La Versanne
- Villars
- Villemontais
- Villerest
- Villers
- Violay
- Viricelles
- Virigneux
- Vivans
- Vougy